# Графф, Эстер
Эстер Графф (англ. Ester Marie Stage Graff; 3 мая 1897, коммуна Свеннборг, Южная Дания, Королевство Дании — 23 января 1991, Копенгаген, Дания) — датский предприниматель, феминистка. Президент Международного союза женщин в 1952—1958 годах.

## Биография
Окончив в 1914 году образование, Графф в 1920—1922 годах совершила поездку в США для дальнейшего обучения. Впоследствии она стала работать в Unilever, и была повышена до руководителя отдела маркетинга. По вечерам она изучала маркетинг и продажи в бизнес-школе Handelshøjskolen в Копенгагене, которую закончила в 1934 году. Она была сотрудником Unilever (до 1957 года), а также директором рекламного агентства Lintas.
Во время Второй мировой войны Графф входила в датскую Женскую ассоциацию и с 1940 года была членом правления (а в 1944—1947 годах — председателем) датского отделения Kvindesamfunds (DK) в Копенгагене.
В 1952 году Графф была назначена преемницей Ханны Рид на посту президента Международного альянса женщин (International Alliance of Women, IAW). Графф была избрана президентом Конгресса в Коломбо, на Цейлоне, в 1955 году. Первостепенными задачами деятельности она видела искоренение неграмотности среди женщин в развивающихся странах в рамках их эмансипации. Графф подала в отставку с поста председателя IAW в 1958 году, и её сменила Эзлинн Дераниягала (Ezlynn Deraniyagala) из Шри-Ланки. Графф продолжала быть членом Совета IAW и была назначена почётным членом в 1958 году.
Графф состояла в партии Радикальная Венстре и была кандидатом на выборах в Фолькетинг в 1960 году, но не была избрана.